# قشلاق حضرت قلي بختيار (مقاطعة بيله سوار)
قشلاق حضرت قلي بختیار (بالفارسية: قشلاق حضرتقلی بختیار) هي منطقة سكنية تقع في إيران في أردبيل. يقدر عدد سكانها بـ 57 نسمة .